# Rượu ủ ống tre
Rượu ủ ống tre (鲜竹酒, tiên trúc tửu, nghĩa là rượu tre tươi) là loại rượu được ủ bên trong ruột rỗng của thân cây tre. Rượu ống tre loại này không phải loại rượu ống tre chỉ dùng thân cây tre để đựng mà là dùng thân cây tre để ủ cho rượu lên men, trong khi cây tre vẫn sống. Tính độc đáo của loại rượu này là sự hòa quyện rượu với nước tre để tạo ra loại rượu dịu ngọt, màu vàng hổ phách, mùi thơm tre tươi, độ cồn thấp, được xem là có tính thảo dược, ống tre được cắt mang ra thị trường một cách tự nhiên như được đóng gói sẵn.

## Phương pháp và sản xuất

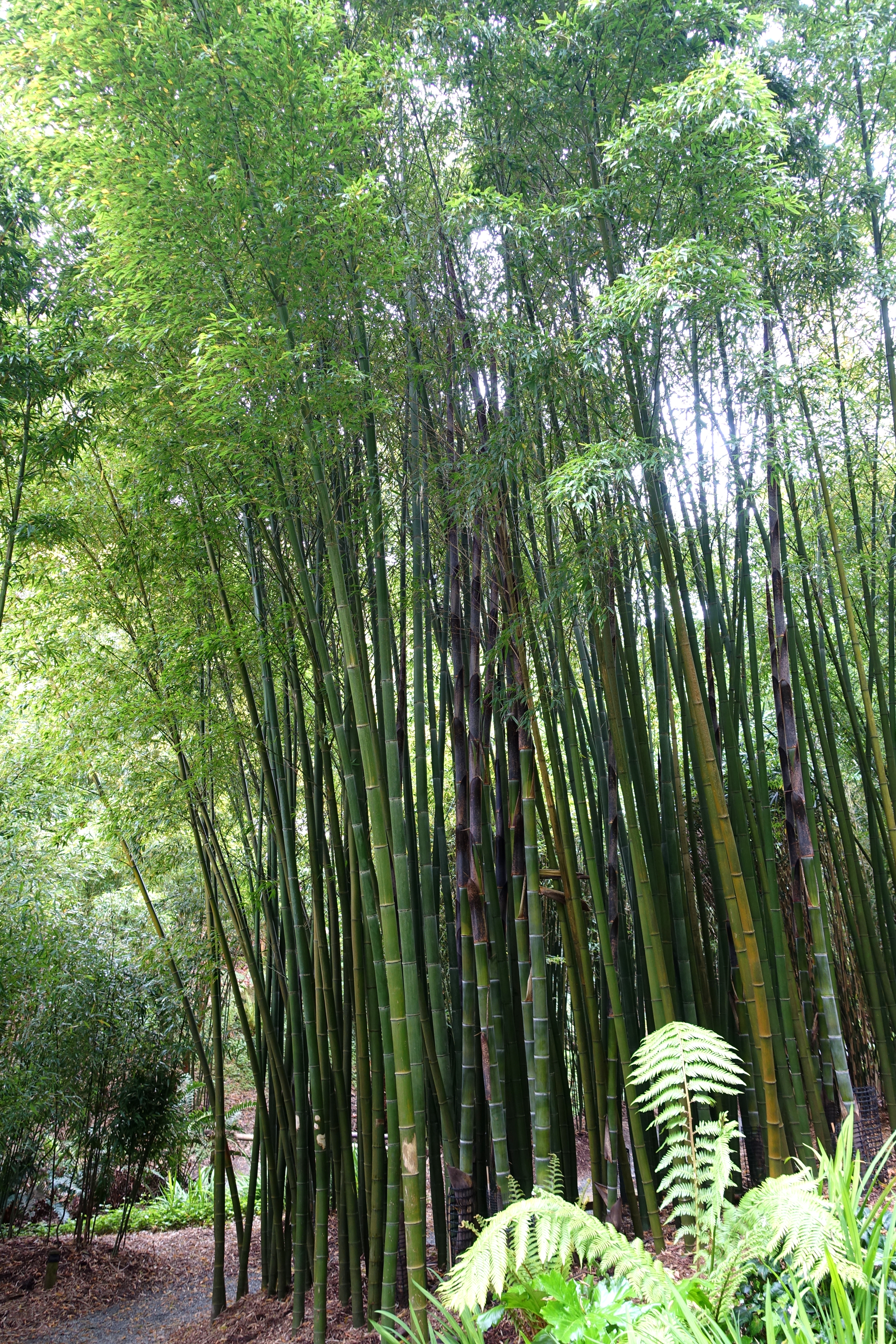
Trúc sào hay mao trúc là loài phổ biến dùng để ủ rượu.

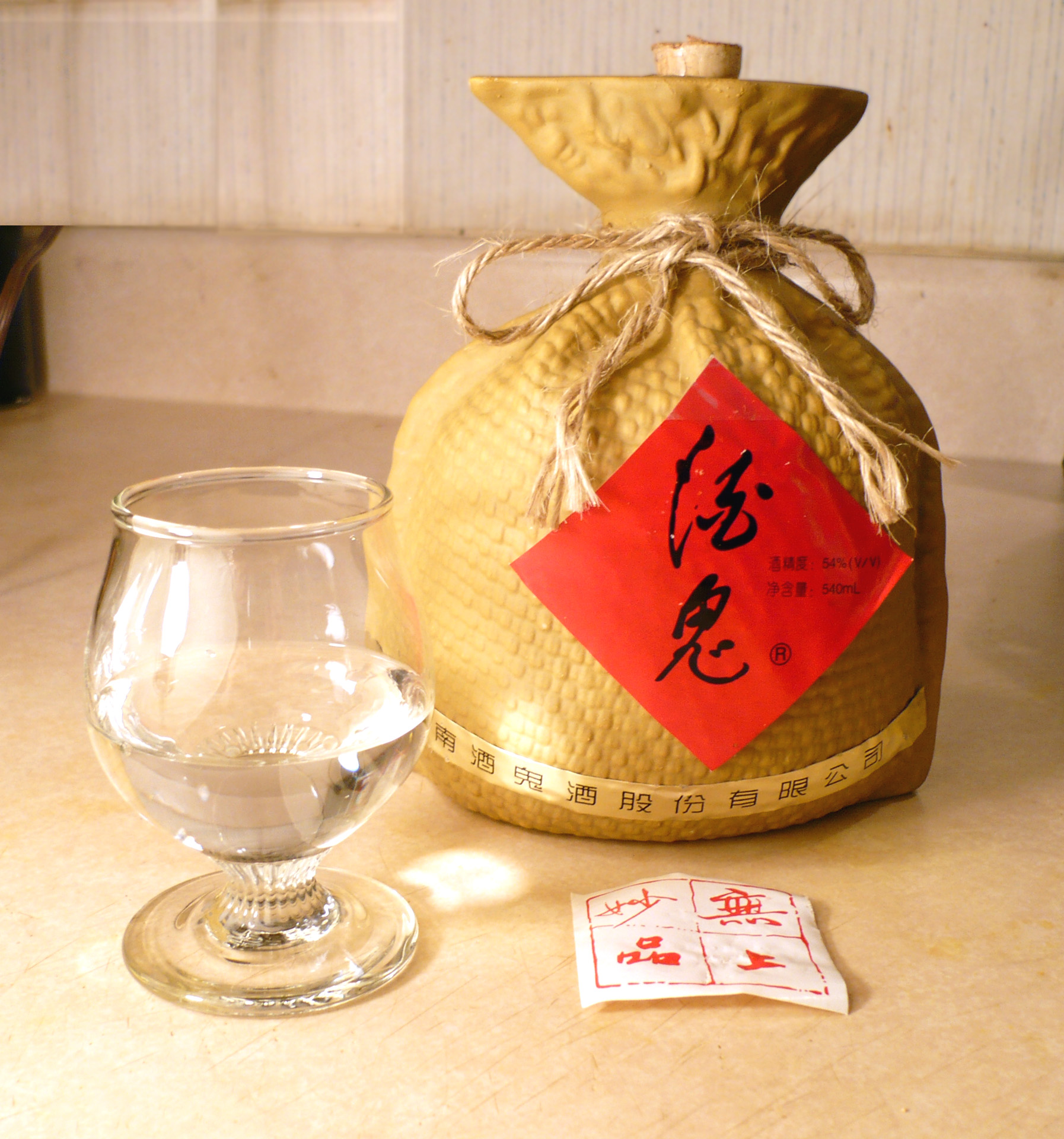
Tửu quỷ (酒鬼) - một loại bạch tửu (白酒) thường dùng để ủ.